# Oh That Monster
Oh That Monster is het zesde studioalbum van de uit Los Angeles afkomstige rockband Thelonious Monster. Het is het eerste album van de band in 16 jaar. Oh That Monster werd bewust op 3 november 2020 uitgebracht, de dag van de Amerikaanse presidentsverkiezingen.
Voorafgaand aan het album werd de single Buy Another Gun uitgebracht op 2 oktober 2020.

## Tracks
| Nr. | Titel             | Duur |
| --- | ----------------- | ---- |
| 1.  | Disappear         | 3:26 |
| 2.  | Falling Behind    | 2:57 |
| 3.  | Buy Another Gun   | 4:30 |
| 4.  | Trouble           | 2:54 |
| 5.  | Elijah            | 3:14 |
| 6.  | Teenage Wasteland | 2:40 |
| 7.  | Sixteen Angels    | 5:23 |
| 8.  | La Divorce        | 3:25 |
| 9.  | Day After Day     | 2:40 |
| 10. | The Faraway       | 4:00 |